# Le Zéro et l'Infini
Cet article possède un paronyme, voir De l'infini au zéro.
Le Zéro et l’Infini (titre original: Darkness at Noon) est un roman d'Arthur Koestler écrit entre 1938 et 1940. Il est publié pour la première fois au Royaume-Uni en 1940, ensuite en France en 1945. Le roman fut originellement écrit en allemand, sous le titre Sonnenfinsternis, et traduit en anglais sous le titre Darkness at Noon par une amie de Koestler, Daphne Hardy Henrion. Le texte original en allemand a longtemps été supposé perdu, mais retrouvé en 2015.
Faisant partie des grands classiques de la littérature antistalinienne, Le Zéro et l'Infini fut utilisé comme outil de propagande durant la Guerre froide, notamment par le ministère des Affaires étrangères britannique qui finança la distribution de 50 000 exemplaires (le Parti communiste français s'efforça de racheter tous les exemplaires mis sur le marché).
Il figure à la 8e place dans la liste des cent meilleurs romans de langue anglaise du XXe siècle établie par la Modern Library en 1998.

## Présentation
L'ouvrage est édité pour la première fois en 1940 à Londres. La première édition en français paraît en 1945, chez Calmann-Lévy. Il est réédité par Le Livre de poche en 1974. En 2015, on découvre une copie du texte original envoyé par Arthur Koestler à un éditeur à Zurich. Avant cette date, le texte en allemand était supposé perdu, et la seule source était la traduction hâtive en anglais d'une version préliminaire du roman. En 2022 paraît une nouvelle édition en français traduite de l'allemand.
Arthur Koestler est né en 1905 en Hongrie. Il est juif. Il va vivre à Vienne où il étudie, puis est journaliste à Berlin et « pionnier » en Palestine. À la fin des années 1920, il devient rédacteur scientifique pour le groupe allemand Ullstein et participe, seul journaliste, à l'expédition du dirigeable Graf Zeppelin en Arctique en 1931. Il poursuit cette carrière de journaliste, de nouveau à Berlin, où il adhère au parti communiste en 1932. Il voyage également en Union soviétique, et assiste en partie à un procès politique à Achgabat. Le Komintern l'envoie ensuite à Paris, puis en Espagne pour couvrir le soulèvement militaire, où il est arrêté et condamné à mort. Il est sauvé grâce à une campagne de presse en sa faveur. Les procès de Moscou, en 1938, le convainquent de rompre avec le communisme. De retour à Paris, il est considéré comme suspect politique par la police française, interné dans un camp en Ariège, puis relâché mais vu comme indésirable,.
Au moment où il écrit le roman, Koestler est communiste. Il a assisté en URSS à un procès d’épuration. Il a déjà fait l’expérience des prisons espagnoles, avec la perspective de sa mise à mort. En 1938, il s’interroge sur le bien-fondé du stalinisme dit « communiste » puis est interné dans un camp d’internement français sous Daladier puis Pétain.

### L’espace et le temps
L’action se déroule dans un pays totalitaire qui n'est pas nommé, mais on peut deviner qu'il s'agit d'un pays slave (Union soviétique) à la fin des années 1930. (Dans le livre, il précise de 1938 à 1940.) Le livre a été écrit en allemand et est publié en anglais en 1940. C'est donc une traduction. L’auteur s’est inspiré des grands procès de Moscou de 1936 à 1938 visant à supprimer grand nombre d’opposants potentiels de Staline et, surtout, d’anciens compagnons de Lénine et de l'expérience de l'emprisonnement de son amie Eva Zeisel
Le héros, Roubachof, est enfermé pendant toute la durée du roman dans une cellule de prison. Il se remémore son histoire mais, surtout, il se pose des questions qu'il ne s'était jamais posées auparavant. Il analyse en fait son parcours de militant et les idées du parti. Lorsqu'il était encore un haut fonctionnaire, il effectuait des missions à l'étranger (Belgique, Allemagne...).

### L’intrigue
Roubachof, membre actif et important du parti, est jeté en prison après avoir été « vendu » par sa secrétaire. Sa fidélité au parti est mise en doute. Il se défend très peu, puis est incarcéré et « jugé ». Avant cela, il avait passé deux années de détention dans une prison étrangère. Une fois libéré, il avait été accueilli en héros pour avoir eu une conduite exemplaire. Pendant son séjour en prison, il essaie de communiquer avec d'autres détenus en « alphabet quadratique ». Il subit les rigueurs de la détention. Peu après, il est confronté à un haut fonctionnaire de la prison. Roubachof est suspecté d’être un opposant au seul et unique parti du pays. Il est forcé d'adopter l’idéologie de ce parti. Selon lui, il aura droit soit à un jugement administratif (c'est-à-dire qu'il sera jugé par des hauts fonctionnaires du parti sans aucune chance ni aucun espoir de s’en sortir), soit à un procès public (dans lequel il pourra être défendu avec beaucoup plus d’espoir et de facilité). Yvanof veut forcer Roubachof à avouer qu’il appartient à un groupe d’opposition, ce qui est faux. Son sort dépend de sa façon de s’exprimer sur ce sujet, du fait qu'il reconnaisse ou non ses prétendues « fautes ». Ivanof donne deux semaines à Roubachof pour réfléchir, tout en prédisant que les témoignages d’autres personnes, connues de Roubachof, seront de toute façon à charge. À partir de ce moment, les conditions de détention de Roubachof s’améliorent. Va-t-il rester fidèle à sa conscience ou obéir jusqu’au bout au parti en se soumettant à ses exigences ? Pourquoi le parti auquel il a adhéré lui demande-t-il de tels sacrifices ?
Après le temps imparti a lieu l'interrogatoire de Roubachof. Ce dernier a en effet fini par céder aux propositions d'Ivanof, venu lui expliquer « en ami » qu'il ferait mieux de se soumettre. Dans un premier temps, il a catégoriquement refusé, mais il a fini par céder, ce qui a finalement conduit à un procès public. Entre les interrogatoires, Roubachof communique avec les autres détenus à l'aide de son pince-nez. Certains prisonniers lui parlent pendant qu'il effectue son tour de promenade. L'interrogatoire est mené par un certain Gletkin, car Ivanof a entre-temps été condamné et fusillé pour n'avoir pas respecté les lois du parti. Roubachof l'a bien compris, l’individu est le Zéro. Le parti, c’est l’Infini. C’est ainsi que les choses se présentent à lui lors de son premier interrogatoire. Le voilà torturé à son tour par la machine à faire avouer, sommé de se prêter à une mise en scène macabre qui le contraindra à « reconnaître » qu’il est un traître, un renégat, un ennemi de la classe ouvrière.

### Principaux personnages

#### Roubachof
Membre important du parti, il a eu plusieurs activités de haut fonctionnaire au parti puis effectué des missions de propagande à l’étranger. Il semble avoir « l'instinct du parti », avoir toujours bien fait les choses tout en sachant qu'elles doivent être faites selon les idées du parti et non selon sa conscience personnelle. Concernant son procès, il sait n'avoir que peu de chances, il se doute bien que son sort a été décidé d’avance. Sa captivité l'oblige à une réflexion poussée sur le parti et son détournement en machine totalitaire trahissant la révolution qu'il a engendrée ; une réflexion portant sur son existence et son implication au sein du parti, sur l'histoire, la révolution... Ce révolutionnaire de la première heure n’est pas un personnage historique, mais une synthèse « de plusieurs hommes qui furent les victimes des soi-disant procès de Moscou ».

#### Ivanof
Haut fonctionnaire de la prison, qui connaissait Roubachof antérieurement. Il est fidèle au n°1, appliquant ses ordres et idées à la lettre. Il doit faire avouer Roubachof. Il va mettre tout en œuvre pour obtenir des aveux de Roubachof, mais en usant de la psychologie du parti et non de la force brute, afin qu’il endosse l’habit d’ennemi du peuple. Il va jouer avec la clémence pour arriver à son but. Or c’est cela qui va le faire condamner à être fusillé, parce qu'il a exécuté les ordres du parti selon sa conscience et non comme le veut le parti.

### Le narrateur
La narration est effectuée à la troisième personne, la plupart du temps en focalisation interne : sauf exception, elle épouse le cours de la pensée de Roubachof. Lorsqu'il y a des dialogues, c’est Roubachof qui parle et plus particulièrement quand des notes de son livre ou des propos antérieurs sont évoqués.
Le narrateur rapporte les impressions de Roubachof et à travers elles les mécanismes de la construction de la culpabilité. Il explique comment les interrogatoires créent la culpabilité du protagoniste et le transforment en « communiste convaincu ».

### Le titre
Le zéro représente la conception de l’homme dans un régime totalitaire. Il ne peut exister par lui-même, rien n’est fait pour lui. C’est à lui d’adhérer et de participer au système et s'il n’est rien, il peut être tué à partir du moment où il s’oppose ou dérange le système du parti. Le but est que chaque individu mette tout en œuvre pour la réussite de la collectivité, qui est représentée ici par le parti, et non l’inverse. L’homme est donc le néant. Il lui faut montrer l’exemple pour les générations à venir et il doit aller jusqu’à se faire mutiler afin de montrer cet exemple et de préserver le peuple. L’infini est celui du monde planétaire, c’est le tout, le possible.
Nota : le titre français n'est pas la traduction littérale du titre original (Darkness at noon, la nuit à midi selon Émile Henriot, littéralement Obscurité à midi).

## Thèmes et messages importants
Derrière le flou relatif de la narration perce une réalité historique particulière, celle de l'URSS stalinienne des années 1930 : les procès de Moscou, les Grandes Purges (1937-1938), un parti devenu machine totalitaire... ainsi qu'une réalité historique plus générale : la mise en place du totalitarisme et de sa vision inhumaine de l'individu. Arthur Koestler, ancien communiste et resté socialiste tout au long de sa vie, figure parmi les premiers intellectuels à dénoncer le dévoiement de la révolution socialiste à une époque où l'URSS est érigée en « paradis terrestre » par de nombreux penseurs et intellectuels occidentaux de gauche, et où toute critique est dénoncée comme une manœuvre réactionnaire.
L'ouvrage éclaire aussi la pression psychologique et les débats intérieurs possibles des inculpés, qui en viennent à reconnaître publiquement leurs torts à l’égard du parti et à trouver juste leur châtiment.

## Réception critique
En France, Le Parti communiste fustige le livre (critiqué notamment par Frédéric Joliot-Curie, Roger Garaudy et Jean Kanapa). Koestler est accusé d'être « l'agent de l'Intelligence Service », un « antisémite pogromiste » ou encore est traité de « hongrois de souche allemande ».
Malgré un indéniable succès d'édition (près de 200 000 exemplaires vendus), rares sont ceux qui, comme Francine Bloch, ou Émile Henriot, prennent publiquement la défense du roman.